# Imjin-Krieg

Als Imjin-Krieg wird die siebenjährige militärische Auseinandersetzung zwischen der Joseon-Dynastie von Korea und dem japanischen Hideyoshi-Regime bezeichnet. Der Name Imjin-Waeran (Hangeul: 임진왜란 / Hanja: 丁酉再亂) bedeutet wortwörtlich „japanische Unruhen des Jahres Imjin“ und setzt sich aus dem Jahr der anfänglichen japanischen Invasion von 1592 Imjin und den Schriftzeichen für „Japaner“ und „Störung“ zusammen. Die zweite Periode von Kampfhandlungen zwischen 1597 und 1598 wird als Jeongyu-Jaeran („Fortsetzung der Unruhen des Jahres Jeongyu“) bezeichnet. In Japan wird das Ereignis Bunroku-Keichō-Krieg (文禄・慶長の役 Bunroku-Keichō no eki) nach der jeweiligen Bezeichnung für die Kriegsjahre 1592 (japanisch Bunroku 1) bis 1598 (japanisch Keichō 3) genannt.

## Vorgeschichte
Die Joseon-Dynastie war von innenpolitischen Streitigkeiten geprägt. Insbesondere durch die Machtkämpfe zwischen den Vertreter des Neokonfuzianismus, den Sarim-Gelehrten, und den pragmatischen Bürokraten und Gelehrten den Hungu. Aufgrund finanzieller Engpässe und dem Fehlen militärischer Bedrohungen wurde das Militär seit der zweiten Hälfte des 15. Jahrhunderts zunehmend vernachlässigt.
Auf der japanischen Seite stand Toyotomi Hideyoshi. Dieser stammte aus einer Bauernfamilie und machte sich einen Namen als Untertan Oda Nobunagas. Nach dessen Tod entmachtete er dessen Söhne, riss den Klan an sich. Anschließend gelang es ihm, Japan zu einigen. Es war jedoch jederzeit möglich, dass Konflikte zwischen seinen äußerst gewaltbereiten Untertanen ausbrachen. Nachdem Hideyoshi seine letzten Feinde besiegt hatte, hatte er vor etwas Größeres vor: Er wollte nun das China der Ming-Dynastie erobern, um das Land an seine Feudalanhänger zu verteilen. Hideyoshi forderte von der Ming-Dynastie eine gleichberechtigte Position. Letztere boten ihm Verhandlungen an, dass er zum König von Japan ernannt werden sollte und Tribute an den chinesischen Kaiser entrichten durfte. Nach Ansicht der meisten Historiker spielte auch persönlicher Größenwahn eine wichtige Rolle.
Dafür forderte er von der Joseon-Dynastie in Korea den Truppendurchzug und Unterwerfung. Diese verweigerten sich ihm und versuchten eine friedfertige Lösung zu finden. Sowohl Joseon als auch die Ming-Dynastie hatten weder Achtung noch Respekt für das damalige Japan übrig, das in ihrer Ansicht nur als Quelle für unsägliche Piraten diente und kulturell minderwertig war. Das hing auch mit der Unvorstellbarkeit eines japanischen Angriffs zusammen, da das Land als zu zerstritten und chaotisch galt, um eine ernsthafte militärische Bedrohung darzustellen. Daher baute Hideyoshi eine Invasionsflotte, die einen Überraschungsangriff auf die entsprechend unverteidigte Südküste Koreas starten sollte.

## Die militärische Situation Koreas

### Landtruppen
Die Politiker Joseons waren der Ansicht, dass das Versäumnis, angemessen auf aufeinanderfolgende Ereignisse zu reagieren, eine Hauptursache für den Fall der Goryeo-Dynastie war und bemühten sich daher, das Militär in einer starken Zentralarmee zu konzentrieren. Gleichzeitig wurde darauf geachtet, den Einsatz von Truppen in Aufständen zu verhindern. Die Militärstruktur wurde während der frühen Joseon-Dynastie oft reorganisiert und Generäle regelmäßig ausgewechselt, um die Macht von Einzelpersonen über bestimmte Truppenteile zu verhindern. Das Militär gliederte sich hauptsächlich in Armee und Marine, obwohl ursprünglich die Kavallerie den Hauptarm der Armee darstellte. Im Laufe der Zeit wurde sie jedoch so umstrukturiert, dass Fokus auf der Infanterie lag.
Die Einheiten der Joseon-Dynastie können grob in drei Gruppen eingeteilt werden: privilegierte Kinder der Oberschicht, professionelle Berufssoldaten und Adlige, die zum Militärdienst verpflichtet waren. Die Eliteeinheiten bekannt als Gapsa und Byeolsiwi, ausgewählt durch Kampfkunstprüfungen, waren zuständig für die Überwachung der Hauptstadtregion Gyeonggi-do um Seoul herum und die Grenzverteidigung im Norden des Landes, wo sich aufgrund von Konflikten mit den Jurchen-Stämmen der Großteil der Verteidigungsanstrengungen konzentrierte.
Männer im Alter von 16 bis 60 Jahren waren zum Militärdienst verpflichtet. Die Wehrpflichtigen kamen aus dem einfachen Volk und stellten rund 80 % der Gesamtstreitkräfte, das heißt dem stehenden Heer (정병, Jeongbyeong) und der Marine (수군, Sugun). Die Finanzierung des Militärdiensts musste von den jeweiligen Dörfern, Gemeinschaften oder den örtlichen Verwaltungsbezirken übernommen werden.

Joseon besaß einen überkompliziert organisierten Militärapparatus mit zehn verschiedenen Offiziersrängen. Das Heer war in fünf verschiedene Armeen strukturiert, die sogenannten O-wi (五衛), was wortwörtlich „fünf Garde(Armeen)“ bedeutet. Vier davon waren den jeweiligen Provinzen entsprechend den Nebenhimmelsrichtungen zugeordnet. Die Zentralarmee (中軍) übernahm die Funktion eines stehenden Heeres mit rund 50.000 Soldaten, während die jeweiligen anderen Armeen im Kriegsfall ebenfalls auf 50.000 Soldaten anwachsen sollten.

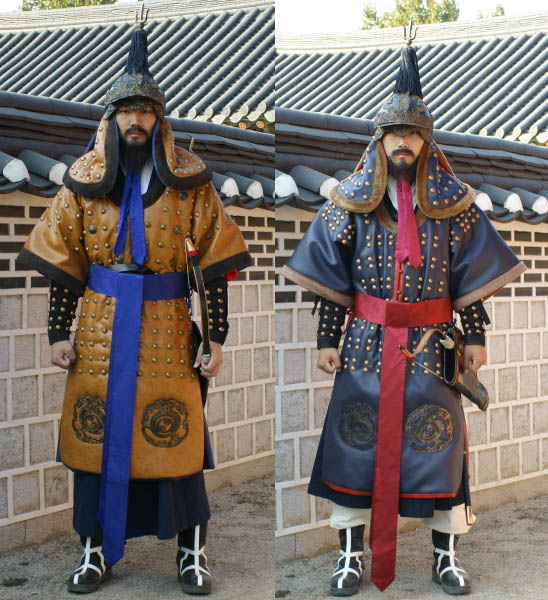
Typische Kleidung eines koreanischen Bogenschützen aus der Zeit der Joseon-Dynastie

Yi Sun-sin und Won Gyun waren ursprünglich Kavallerieoffiziere, bevor sie ihr Kommando über die Marinestreitkräfte des Landes erhielten. Hinzu kamen auch im persönlichen Bereich liegende Fehler wie Überheblichkeit und grobe Fehleinschätzungen einiger Generäle (wie zum Beispiel bei Shin Rip während der Schlacht von Chungju, oder von Seiten Won Gyuns bei der Seeschlacht von Chilchonryang), die unnötig schwere Verluste in den eigenen Reihen verursachten.

### Seestreitkräfte
Im Gegensatz zum maroden Zustand der Landtruppen aber war die koreanische Kriegsmarine sehr weit entwickelt. Durch frühere, anhaltende Piratenüberfälle auf ihre Küstenregionen hatten die Koreaner weitreichende Erfahrungen im Schiffsbau, besonders im militärischen Bereich, und in der Abwehr solcher Angriffe sammeln können. Koreanische Kriegsschiffe waren durchgehend von einer äußerst stabilen Konstruktion und mit ganzen Kanonenbatterien ausgestattet, welche ihnen einen enormen Reichweitenvorteil gegen die feindliche Schiffe verliehen, die aufgrund ihrer leichten Bauweise und dem japanischen Mangel an Erfahrungen in der Entwicklung und dem Gebrauch von schwerer Artillerie höchstens eine kleine Anzahl von Kanonen mit sich führen konnten. Die Entwicklung des Geobukseon unter dem Befehl von Yi Sun-sin stellt den Gipfel der koreanischen Schiffskonstruktion während des Krieges dar.
Während des Krieges mit Japan war das Panokseon das Rückgrat der koreanischen Marine.
Japanische Schiffe wiesen grundlegende Konstruktionsfehler auf. Zunächst einmal handelte es sich bei den meisten Schiffen um Handelsschiffe, die für den Truppentransport umgebaut worden waren. Zweitens besaßen japanische Schiffe nur ein Rahsegel (das nur bei günstigen Winden wirksam war), während koreanische Schiffe durch Segel oder Ruder angetrieben werden konnten. Ein weiterer wichtiger Faktor war, dass die Invasionsschiffe einen „V“-förmigen Boden hatten, ideal für mehr Geschwindigkeit, aber mit weniger Manövrierfähigkeit als mit dem flachen Boden, der in Panokseons verwendet wurde. Schließlich verließen sich japanische Schiffe auf Nägel, um die Planken zusammenzuhalten, während in Korea Holzpflöcke verwendet wurden; Während auf hoher See Nägel korrodierten und sich lockerten, dehnten sich Holzpfähle aus und verstärken die Fugen.
Aber genau wie bei den Landtruppen litt die koreanische Marine unter einer impraktikablen Militärbürokratie. Die Flotte war entlang der Küste in verschiedene Divisionen aufgeteilt, von denen die Linke Jeolla-Division (unter Yi Sun-sin), die Rechte Jeolla-Division (Yi Eok-gi) und die Rechte Gyeongsang-Division (Won Gyun) während des Krieges Bekanntheit erlangten. Es gab keine effektive zentrale Befehlsgewalt, die ein koordiniertes Vorgehen der koreanischen Flottenverbände in der ersten Phase des Krieges ermöglicht hätte. Erst nach seinen großen Erfolgen gegen die feindliche japanische Flotte wurde Yi Sun-sin erstmals ein solcher, speziell neu kreierter Rang, der „Oberbefehlshaber der Marine der Drei Provinzen“ (koreanisch 삼도수군통제사/三道水軍統制使 Samdo Sugun Tongjesa), verliehen.

## Diplomatische Verhandlungen zwischen Japan und Korea
Während der Herrschaft von König Seonjo schickte Hideyoshi im Jahr 1587 den Diplomaten Tachibana Yasuhiro nach Korea mit dem Ziel, diplomatische Beziehungen wiederherzustellen. Die waren 1555 aufgrund eines größeren japanischen Piratenangriffs unterbrochen worden.
Mit der Handlung erhoffte Hideyoshi den koreanischen Hof dazu zu bewegen, sich Japan in einem Krieg gegen China anzuschließen. Yasuhiro – ein Samurai mit einer trotzigen Haltung gegenüber koreanischen Beamten und ihren Sitten, die er als verweichlicht betrachtete – gelang es nicht, das Versprechen künftiger diplomatischer Missionen aus Korea zu erhalten. 1589 kam eine zweite Mission im Auftrag von Hideyoshi unter der Leitung von Sō Yoshitoshi (oder Yoshitomo) nach Korea. Diese erhielten Zusicherungen im Austausch für koreanische Rebellen, die in Japan Zuflucht gesucht hatten.
Im April 1590 reisten die koreanischen Botschafter Hwang Yun-gil und Kim Saung-il nach Kyoto. Dort mussten sie etwa zwei Monate warten, bis Hideyoshi den Odawara-Feldzug gegen die Hōjō abgeschlossen hatte. Bei seiner Rückkehr tauschten sie zeremonielle Geschenke aus und überreichten ihm einen Brief von König Seonjo. Hideyoshi war davon ausgegangen, dass die Botschafter gekommen waren, um Tributgeld zu zahlen, und so behandelte er sie nicht wie Offizielle, wie es in diplomatischen Angelegenheiten üblich ist. Am Ende baten die Botschafter Hideyoshi, den Brief des Königs von Korea zu beantworten, und warteten dafür 20 Tage. In dem Brief teilte Hideyoshi formell seine Absicht mit, dass Korea sich Japan unterwerfen soll und es in seinem Krieg gegen China unterstützt.
Nach der Rückkehr der Botschafter diskutierte der koreanische Hof über die japanische Forderung. Während Hwang Yun-gil dem Hof seine Schätzungen über die militärische Stärke Japans mitteilte, versicherte Kim Saung-il, dass Hideyoshis Drohung nicht real sei. Darüber hinaus waren viele der Meinung, dass Japan nicht stark genug sei, um einen Krieg zu beginnen. Obwohl König Seonjo zunächst argumentierte, dass die Ming über die japanischen Absichten informiert werden sollten, um Verdacht zu vermeiden, der das Land als Verbündeten Japans kompromittieren könnte, beschlossen sie schließlich erst die Ereignisse abzuwarten.
In einer dritten diplomatischen Mission rügten die Gesandten von König Seonjo Hideyoshi dafür, dass er das chinesische Tributsystem angegriffen hatte. Hideyoshi antwortete mit einem scharfen und respektlosen Brief, der in Korea ignoriert wurde, da er nicht persönlich übergeben worden war, wie es den Gepflogenheiten entsprach. Angesichts der zweiten Ablehnung beschloss Hideyoshi 1592, seine Truppen zu sammeln, um gegen Korea vorzugehen. Die Koreaner waren ihrerseits der Ansicht, dass Hideyoshis Invasionsversuch nicht schwerwiegender sein würde als die Piratenangriffe, denen es zuvor ausgesetzt gewesen war.

## Militärische Situation Japans und Invasionsvorkehrungen
Im Japan herrschte seit mehr als hundert Jahren Krieg, bekannt als Sengoku-Zeit („Zeit der Staaten im Krieg“) verstrickt. Das führte zu einer Militarisierung des Landes und auch zur Einführung von fortschrittlichen Militärtechnologien, wie der Arkebuse die durch die Portugiesen im Jahr 1534 ins Land kam. Die selbstgefertigte Variante, bekannt als Tanegashima breitete sich schnell im ganzen Land aus.
Aufgrund der Weigerung der koreanischen Regierung beschloss Hideyoshi, 1591 den Weg über die Koreanische Halbinsel zu erzwingen. Er erteilte Weisungen an die Daimyō, entsprechende Kriegsvorbereitungen zu treffen. Ausgangsbasis der japanischen Operationen wurde die im heutigen Karatsu gelegene Burg Nagoya im Norden Kyūshūs. Er teilte die große Armee in neun Divisionen (番隊), um den Angriff zu beginnen. Die Kommandanten (主將) und die Truppenstärken der einzelnen Divisionen waren wie folgt:
1. Division: Kommandant Konishi, 18.700 Mann
2. Division: Kommandant Katō Kiyomasa (加藤淸正), 22.800 Mann
3. Division: Kommandant Kuroda (黑田長政), 11.000 Mann
4. Division: Kommandanten Mōri (毛利吉成) und Shimazu (島津義弘), 14.000 Mann
5. Division: Kommandant Fukushima (福島正則), 25.000 Mann
6. Division: Kommandant Kobayakawa (小早川隆景), 15.000 Mann
7. Division: Kommandant Mōri (毛利元之), 30.000 Mann
8. Division: Kommandant Ukita (宇喜多秀家), 10.000 Mann
9. Division: Kommandant Hashiba (羽柴秀勝), 11.500 Mann

Die Invasionsarmee zu Boden umfasste 158.700 Soldaten. Zusätzlich wurden 9.000 Mann der Marine unter der Führung von Kuki (九鬼嘉隆) und Tōdō (藤堂高虎) eingeschifft, um für Seegefechte bereit zu sein. Weitere 12.000 Matrosen unter Miyabe (宮部長熙) überquerten das Meer, um die rückwärtige Sicherung zu übernehmen.
Zusätzlich gab es weitere Truppen, darunter eine Einheit unter Hayakawa (早川長政), die in Busan landete und die Versorgungsschiffe verwaltete. Insgesamt belief sich die Invasionsstreitmacht auf über 200.000 Mann. Etwa ein Viertel davon war mit Arkebusen ausgestattet.
Die Gesamttruppenstärke Japans zum Zeitpunkt der Invasion betrug etwa 300.000 Mann. D. h. etwa 100.000 Soldaten blieben in Nagoya stationiert, und 30.000 Mann wurden zur Verteidigung der Hauptstadt Kyōto zurückgehalten.

## Erste Invasion

### Beginn des Überfalls

#### Erste Angriffe

##### Busan und Dadaejin
Am 23. Mai 1592 um 8 Uhr morgens verließ die erste Division von 7000 Soldaten unter der Führung von Konishi Yukinaga den Hafen von Oura auf Tsushima und erreichte am Nachmittag die Hafenstadt Busan. Die koreanische Flotte hatte zuvor die japanische Flotte entdeckt, aber Won Gyun, der Kommandant von Gyeongsang, tat die Flotte als Handelsschiffe auf einer Mission ab. Ein späterer Bericht, der von 100 weiteren Schiffen berichtete, erregte auf die gleiche Weise Verdacht, aber auch hier reagierte der General nicht auf die Drohung. Sō Yoshitoshi landete an der Küste von Busan und bat die Einwohner erneut um sicheres Geleit nach China. Als diese sich weigerten zu antworten, wurde die Stadt am nächsten Morgen belagert, während Konishi Yukinaga das Fort Dadaejin angriff.
Während die japanische Seite von 8.500 bis 30.000 Toten auf der koreanischen Seite sprach, behaupteten koreanische Chroniken, dass die japanische Armee selbst vor der Einnahme der Stadt erhebliche Verluste erlitten habe.

##### Dongnae
Am Morgen des 25. Mai traf die erste Division in der Festung Dongnae ein. Die Schlacht dauerte etwa zwölf Stunden, und nachdem sie 3000 Menschen getötet und 500 Soldaten der gegnerischen Seite gefangen genommen hatten, waren die Japaner siegreich. Auf der anderen Seite erlitten die Japaner 500 Verluste, darunter 100 Tote und 400 Verwundete.

#### Besetzung der Provinz Gyeongsang
Die zweite Division von Katō Kiyomasa landete am 27. Mai in Busan, während die dritte Division von Kuroda Nagamasa am 28. Mai östlich von Nakdong eintraf. Die 2. Division nahm die verlassene Stadt Dongdo am Tag nach ihrer Ankunft auf koreanischem Boden ein und hatte am 30. Mai Gyeongju eingenommen.
Die 3. Division eroberte die Burg Gimhae, wo sie die Verteidiger unter Beschuss hielt, während sie mit Getreideballen Rampen bauten, um in die Festung zu gelangen.  Am 3. Juni eroberte die sie Unsan, Changnyeong, Hyeonpung und Seongju.
In der Zwischenzeit nahm die 1. Division von Yukinaga die Festung Yangsan ein, nachdem ihre Verteidiger nach den ersten Arkebusenschüssen geflohen waren. Am 26. Mai nahmen sie die Burg Miryang ein. Die 1. Division sicherte die Festung Cheongdo für die nächsten Tage und zerstörte die Stadt Daegu. Am 3. Juni überquerte die erste Division den Nakdong-Fluss und machte einen Zwischenstopp am Sonsan-Berg.
Innerhalb von 5 Tagen gelang es den japanischen Truppen, einen Großteil der Provinz zu erobern, indem sie die Reorganisation der koreanischen Armee verhinderten.

#### Joseons Antwort
Nachdem die Regierung Joseons von den japanischen Angriffen erfahren hatte, ernannte sie General Yi Il zum Kommandanten der Grenze. Er machte sich zuerst auf den Weg nach Myeongyeong, das strategisch günstig in der Cheoryong-Passage gelegen war, um seine Truppen zu sammeln, musste aber auch in die Stadt Daegu reisen, um mehr Soldaten zu erhalten. Als die Truppen vollständig waren, kehrten sie nach Sangju zurück, mit Ausnahme der Überlebenden der Schlacht von Dongnae, die im Rücken des Cheoryong-Passes blieben. In der Zwischenzeit wurde die Wehrpflicht eingeführt, unerfahrene Generäle wurden abgesetzt und die verbleibende Flotte wurde im Hafen von Yosu gesammelt, um von Admiral Yi Sun-Sin ausgebildet zu werden.

#### Verlauf 1592
Begünstigt durch die schlechte Organisation des koreanischen Militärapparats, konnte das japanische Heer schnell vorrücken und erreichte bereits nach 20 Tagen die Hauptstadt Hanseong. Die Provinzen P'yŏngan-do und Hamgyŏng-do kamen so unter japanische Kontrolle. Der koreanische Königshof floh zuerst nach Pjöngjang, dann an den Grenzfluss Yalu in die Stadt Uiju. Ein Teil des japanischen Heeres blieb in Seoul, während der andere weiter nach Norden vorstieß. Nach der Einnahme der Festungsstadt Pjöngjang stellten die Japaner den Vormarsch ein, um auf Nachschub zu warten.
Inzwischen hatte jedoch die koreanische Flotte unter dem Kommando Admiral Yi Sun-sins entscheidende Siege über die japanische Flotte errungen. Diese werden heute vor allem dem Einsatz neuartiger Schildkrötenschiffe zugeschrieben; hauptsächlich aber hatten sie es dem strategischen Geschick Yis zu verdanken, der es verstand, die zahlenmäßige Unterlegenheit seiner eigenen Kräfte mit der Ausnutzung der örtlichen topographischen Gegebenheiten mehr als auszugleichen. Landesweit organisierte die koreanische Bevölkerung, vor allem aus der Schicht der Yangban, loyale Armeen, die die Regierungsstreitkräfte im Kampf gegen die Japaner unterstützten. Das japanische Heer bestand größtenteils aus den sogenannten Ashigaru, die massenweise mit Speeren und Tanegashima-Arkebusen ausgestattet waren und somit leicht zu trainieren waren. Ein Viertel von ihnen war mit Arkebusen ausgerüstet, die 1543 von den Portugiesen in Japan eingeführt worden waren und als Tanegashima bezeichnet wurden.
Auch Ming-China unterstützte Korea militärisch, da es die Invasion als eine Störung der Ming-dominierten Weltordnung sah – aber erst nach langem Zögern, weil Kaiser Wanli wegen des raschen Vorrückens der Japaner zuerst zu der Ansicht gekommen war, König Seongjo kooperiere mit den Invasoren. Außerdem konnten die Chinesen wegen der damals wütenden Ningxia-Rebellion zuerst keine größeren Truppenkontingente entbehren, sondern entsandten im Sommer 1592 erst eine kleine Hilfsstreitmacht, die aber bei Pjöngjang eine herbe Niederlage erlitt. Anfang 1593 entsandte Wanli schließlich ein größeres chinesisches Heer unter General Li Rusong, der zusammen mit den Reststreitkräften Joseons die Japaner nach Süden zurückdrängte. Schon im Herbst desselben Jahres konnte die koreanische Regierung wieder in die Hauptstadt einziehen.
Hideyoshi schlug durch Konishi, der die Friedensgespräche fast vollständig führte, dem chinesischen Hof die Teilung Koreas vor: Der nördliche Teil sollte ein selbstverwalteter chinesischer Satellitenstaat werden, während der südliche Teil in japanischer Hand bleiben sollte. Hideyoshi verlangte auch, dass eine chinesische Prinzessin (eine der 7 Töchter von Kaiser Wanli) als seine Konkubine geschickt werden sollte und dass weiter ein koreanischer Prinz und zwei Minister als Geiseln geschickt werden sollten.
Im Jahr 1594 traf ein Gesandter Hideyoshis in Peking ein. Der kaiserliche Hof zeigte sich unterdessen erfreut über die Annäherungsversuche des japanischen Regenten. Da Busan noch über eine kleine Garnison verfügte, bot eine Botschaft aus China Hideyoshi an, ihm offiziell den Titel „König von Japan“ zu verleihen, wenn alle Truppen aus koreanischem Territorium abgezogen würden, und auch den Status als „befreundete Nation“, wie ihn Korea bereits innehatte, sowie auch Handelsrechte in China.
Im Oktober 1596 traf sich der Ming-Botschafter persönlich mit Hideyoshi, der Kleidung und eine traditionelle chinesische Krone trug. Hideyoshi gab ein Bankett für die Gäste, umgeben von den führenden Generälen, die in Korea gekämpft hatten. Während der Zeremonie bat er einen seiner Berater, das Dokument aus China zu verlesen. Als er merkte, dass keine der von ihm vorgeschlagenen Klauseln erwähnt wurde, brach er in Wut aus und warf sowohl die Krone als auch die Gewänder auf den Boden. Die Friedensverhandlungen wurden deshalb unterbrochen.
Der Krieg trat in eine zweite Phase ein, als Hideyoshi eine weitere Besatzungsmacht entsandte. Anfang 1597 setzten beide Seiten die Feindseligkeiten fort.

### Wichtige Schlachten
1592
- Belagerung von Busan
- Schlacht von Chungju
- Seeschlacht von Okpo
- Schlacht von Haengju

1592–93
- Belagerung von Jinju
- Belagerung von Pjöngjang

## Zweite Invasion

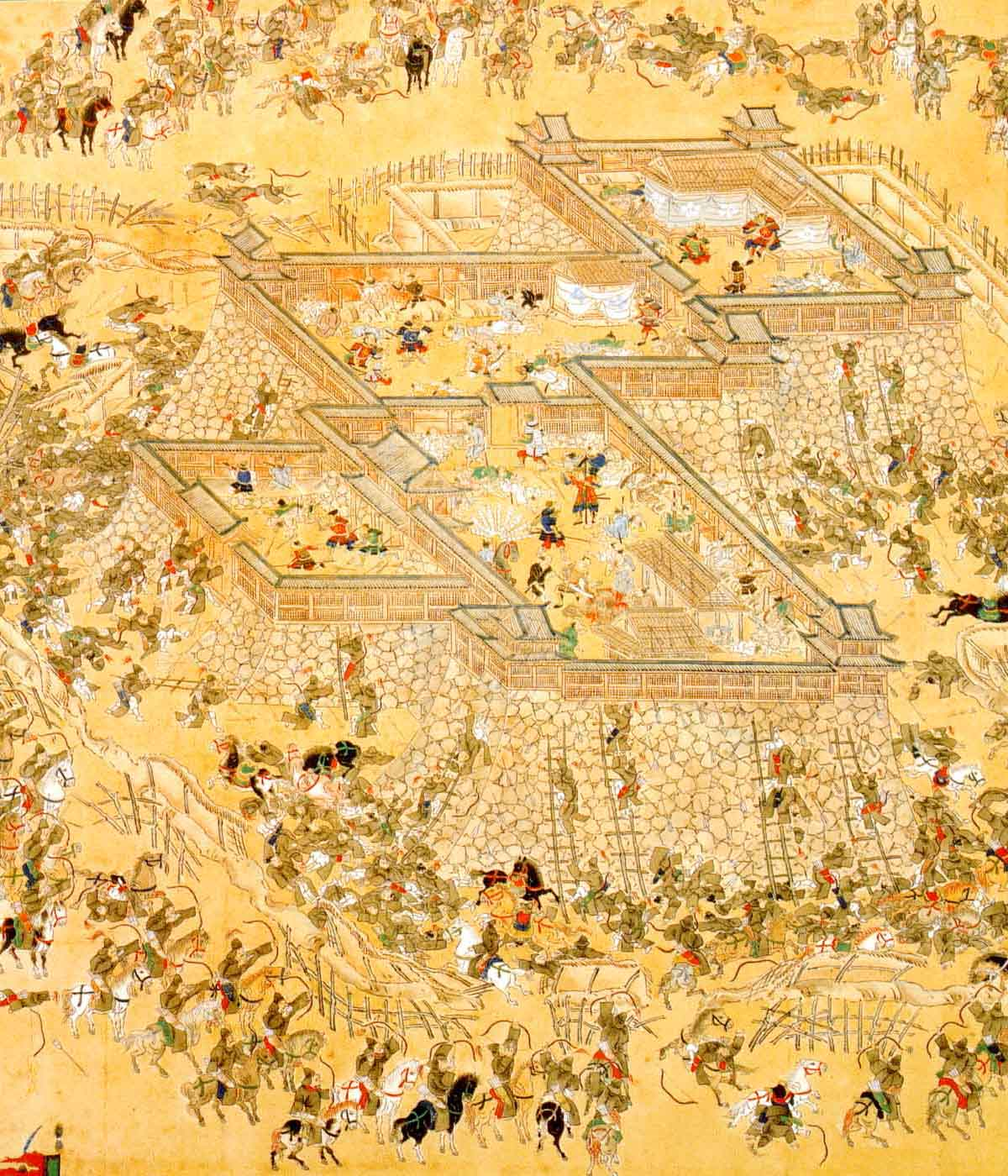
Chinesisch-koreanisch-alliierte Truppen im Angriff auf die japanische Festung bei Ulsan.

Japan begann 1597 mit etwa 140.000 Soldaten eine neue Invasion. Diesmal zogen die japanischen Truppen durch die Provinz Jeolla im Westen des Landes, welche wegen der Bemühungen der koreanischen Marine, den irregulären Uibyeong-Einheiten und der erfolgreichen Verteidigung des Schlosses Jinju bislang von den schlimmsten Auswirkungen des Krieges verschont worden war.
Zuerst gelang es den Japanern, erste Erfolge bei der Belagerung von Namwon und der Schlacht von Jiksan zu erringen, doch dann nahm der Krieg für Hideyoshis Armee erneut eine katastrophale Wendung. Yi Sun-sin, der Mann, der den größten Anteil am Misserfolg des ersten Invasionsversuches hatte, fiel 1597 einer Intrige seiner Feinde bei den Japanern und am koreanischen Hofe zum Opfer und wurde seines Kommandos enthoben. Sein Nachfolger, Won Gyun, aber erlitt bei seiner ersten eigenen Schlacht eine Niederlage, bei der fast die gesamte koreanische Flotte vernichtet wurde. Vom König begnadigt, übernahm Yi Sun-sin erneut das Kommando über die verbliebenen 13 koreanischen Kriegsschiffe und triumphierte mit diesen über eine japanische Flotte von 133 Kriegsschiffen und 200 Truppen- und Versorgungsschiffen in der Schlacht in der Straße von Myongnyang. Mit dieser Leistung gewann er die Vorherrschaft der Koreaner über die Küstengewässer ihres Landes zurück und brachte gleichzeitig die Versorgung der feindlichen Landtruppen über die See vollständig zum Erliegen.
Die verbliebene Armee Koreas schloss sich mit der Ming-Armee zusammen und drängte die nach Norden marschierenden Japaner zurück, nachdem der zweite japanische Vormarsch auf Hanseong zu einem Rückzug geworden war. Im Herbst des Jahres starb Hideyoshi, und gemäß seinem letzten Befehl begann die allgemeine Evakuierung der japanischen Streitkräfte. Yi Sun-sin, der den Japanern die an der koreanischen Zivilbevölkerung verübten Gräueltaten nicht verzeihen konnte, griff die japanische Flotte bei ihrer Flucht aus Noryang an und zerstörte einen Großteil von ihr, doch er selbst fiel in der Seeschlacht. Mit diesem letzten Gefecht wurde der siebenjährige Krieg beendet.

### Wichtige Schlachten
1597
- Belagerung von Namwon
- Schlacht von Jiksan
- Seeschlacht von Chilcheonryang
- Seeschlacht von Myeongnyang
- Belagerung von Ulsan

1598
- Seeschlacht von Noryang

## Auswirkungen
Im Imjin-Krieg gingen die japanische Soldaten mit besonderer Grausamkeit gegen koreanische Soldaten und Zivilisten vor. Hideyoshis Befehle enthielten unter anderem die Anweisung, Trophäen von den Getöteten zu sammeln, um an ihnen die Erfolge seiner Kriegsführer messen zu können. In Japan war es Tradition, die Köpfe gefallener Gegner zu sammeln, doch da diese bei diesem Krieg durch ihren Platzbedarf logistische Probleme verursacht hätten, verlegte man sich darauf, nur die Nasen der Opfer zu sammeln. Um ihr Ansehen in den Augen Hideyoshis zu steigern, machten die Invasoren nicht davor Halt, auch koreanische Zivilisten – Männer, Frauen und Kinder jedweden Alters – zu massakrieren. Die Tatsache, dass die Herkunft der abgetrennten Nasen naturgemäß schwer festzustellen war, begünstigte diese Taten. Dieser Sachverhalt wurde selbst in manchen Berichten diverser japanischer Heerführer erwähnt und auch statistisch erfasst. Die abgeschnittenen Nasen wurden auf Anordnung Hideyoshis in verschiedenen speziellen Schreinen beerdigt, von denen der Mimizuka in Kyōto der bekannteste ist.
Unter den etwa 50.000 nach Japan verschleppten Koreanern befanden sich zahlreiche Keramiker, deren Talente von den japanischen Daimyos in Anspruch genommen wurden und den Aufstieg einer Reihe von Keramiken einleiteten: Hagi-Keramik, Takatori-Keramik, Satsuma-Keramik, Karatsu-Keramik und nicht zuletzt die seit der Mitte des 17. Jahrhunderts nach Europa exportierten Imari-Porzellane.
Zu den wichtigsten Siegen der Koreaner im Imjin-Krieg gehörten Yi Sun-sins Triumph vor der Insel Hansando, Gwon Yuls Erfolg in Haengju und die von Kim Simin angeführte Schlacht in Jinju. Sie sind bis heute als die Drei Großen Siege bekannt. Unter den Generälen, die die Freiwilligenarmeen anführten, spielten insbesondere Gwak Jae-U, Go Gyeongmyeong, Jo Heon, Gim Jeonil und Jeong Munbu entscheidende Rollen.

## Waffen

### Korea

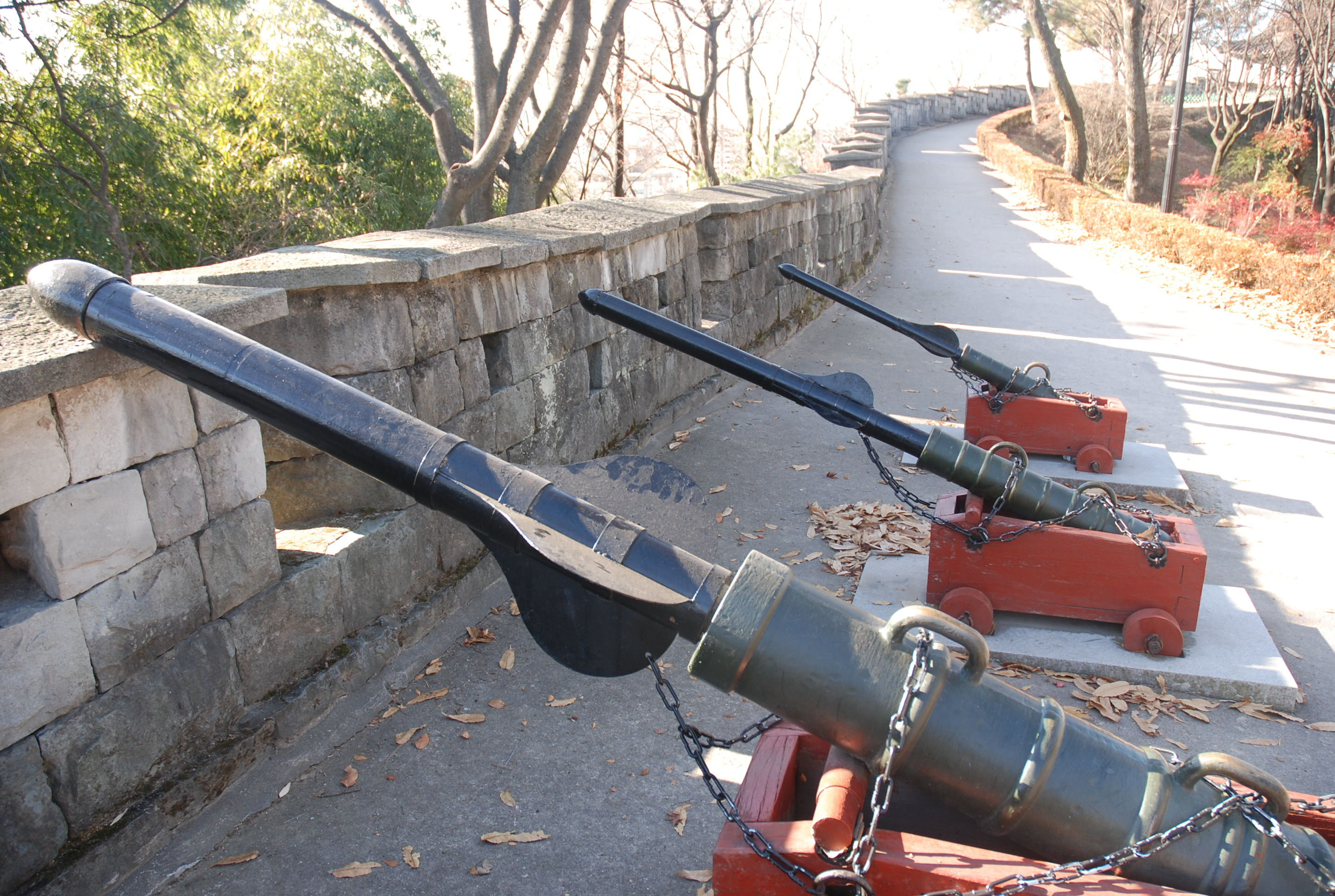
Chongtong-Kanonen

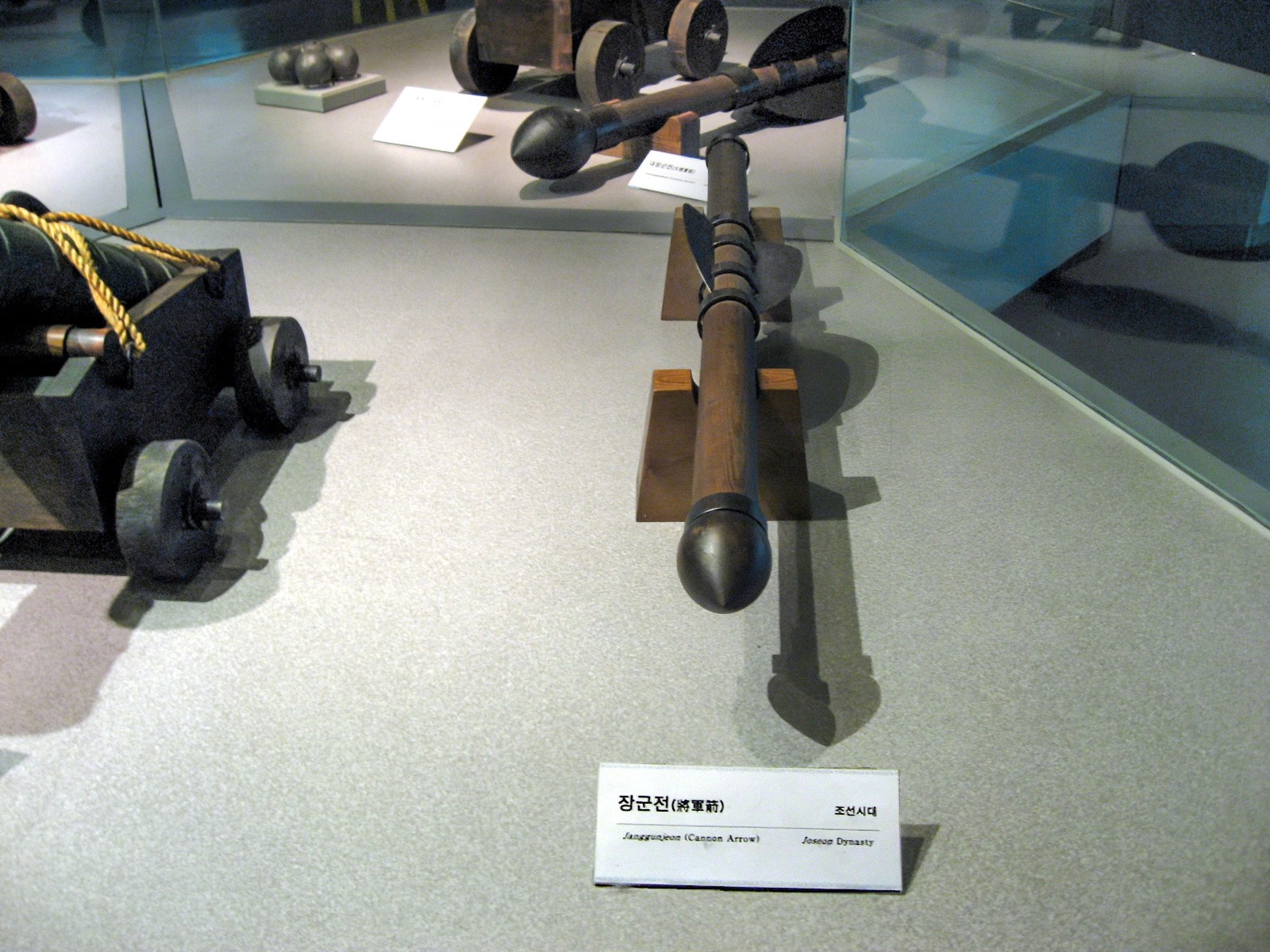
Daejanggunjeon (대장군전, 大將軍箭), massive, pfeilartige Projektile aus Holz mit einer Eisen- bzw. Stahlspitze und Stabilisierungsflügeln (ähnlich Federn an einem Pfeil)

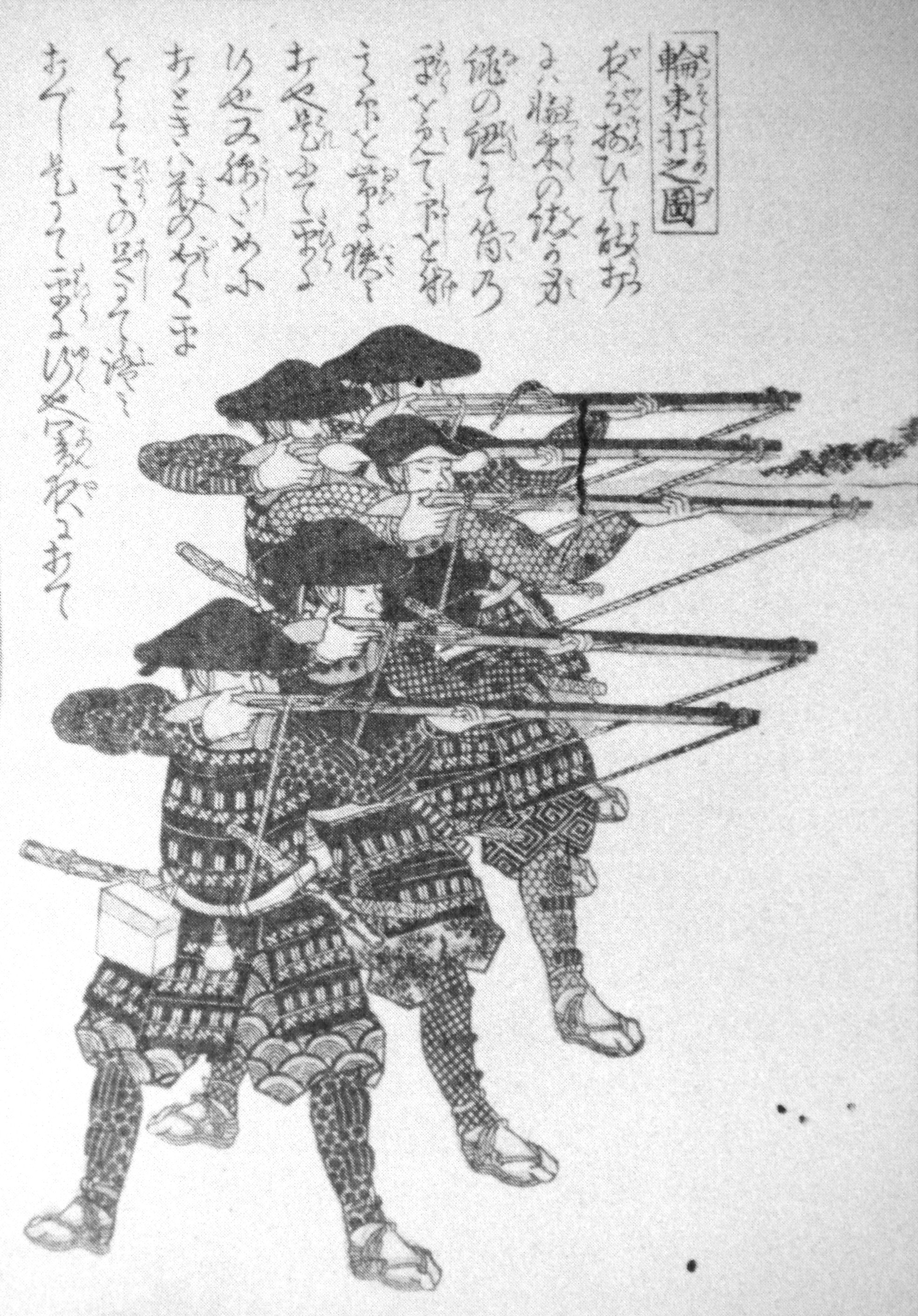
Japanische Infanterie

Die koreanische Infanterie war zunächst mit Schwertern, Speeren, Dreizack, Pfeil und Bogen ausgestattet, übernahm in der zweiten Phase des Krieges aber auch verstärkt Arkebusen in die Armee auf. Der koreanische Kompositbogen hatte eine Reichweite von etwa 460 Metern, verglichen mit den 270 Metern, die der japanische Bogen erreichte. Aber die Ausbildung eines Soldaten im effektiven Umgang mit dem Bogen war im Gegensatz zur Ausbildung im Umgang mit der Arkebuse sehr komplex und zeitaufwendig. Außerdem war der Gakgung-Bogen im Vergleich zum Yumi auch sehr aufwendig in der Herstellung. Erfahrene Bogenschützen benutzten den Pyeonjeon (편전; 片箭, „Teil-/Baby-Pfeil“), der mit Hilfe einer halboffenen Bambus- oder Holzführungsschiene (Tongah, 통아) abgeschossen wurde. Durch die Schiene hat das Geschoss die gleiche Zugkraft wie ein regulärer Pfeil, aber gleichzeitig auch ein niedrigeres Gewicht und somit eine höhere Reichweite.
Schwarzpulvertechnologie war bereits 1374, während der Goryeo-Zeit aus China eingeführt worden und wurde seitdem vor allem für Schiffsartillerie weiterentwickelt. Munitionsgeschosse waren meist große Holzpfeile mit einer Stahlspitze. Die Koreaner hatten ein breites Arsenal von Land- und Seeartillerie, unter anderem auch Mörser, Feldschlangen, Kanonen, Handgranaten und Raketenwerfern, wie der Hwacha. Handrohre wurden aufgrund ihrer niedrigen Feuerrate nicht im großen Ausmaß verwendet.
Korea setzte während des Krieges zunächst wie gewohnt ihre Kavallerie ein. Aber das gebirgige Terrain und das Fehlen weitflächiger Ebenen erschwerten ihre Nutzung. Die koreanische Kavallerie war mit Dreschflegeln und Speeren für den Nahkampf und Pfeil und Bogen für den Fernkampf ausgestattet. In der Schlacht von Chungju wurden sie von der zahlenmäßig überlegenen feindlichen Infanterie, die massenweise mit Spieß- und Schusswaffen ausgerüstet waren, überwältigt und besiegt. In Japan hatten sich Infanterieformationen von Arkebusieren bereits bei der Schlacht von Nagashino bewährt.

### Japan
Die Offiziere der Invasionsarmee, meist Samurai-Landbesitzer, trugen schwere Körperrüstungen wie den Tōseigusoku, zusammen mit einem verzierten Kabuto-Helm und den dazugehörigen Masken, die zur Abschreckung dienen sollten.
In der Mitte des 15. Jahrhunderts verlagerte sich das Muster der Kriegsführung hin zu massiv gruppierten Infanterietaktiken, und der Schwerpunkt verlagerte sich von einigen wenigen elitären Kriegern auf eine dichte Infanterieformation. Der Ashigaru, ein leicht ausgerüsteter Infanterist, wurde zum Entscheidungsträger über Sieg oder Niederlage. Sie waren in der Regel mit Naginata, Arkebusen, Speeren, Bögen und Schwertern bewaffnet. Ihre Rüstung variierte je nach Zeitperiode und bestand aus einem kegelförmigen Hut aus lackiertem und abgeschrecktem Leder namens Jingasa.